# Розовский, Александр Яковлевич
Александр Яковлевич Розовский (8 февраля 1929 года — 10 марта 2008 года) — химик, лауреат премии имени А. А. Баландина.

## Биография
Родился 8 февраля 1929 года.
В 1951 году окончил МГУ, где еще во время учёбы выполнил исследование кинетики синтеза аммиака под руководством профессора А. В. Фроста.
С 1951 по 1955 годы — работа на химическом заводе.
С 1955 и до конца жизни — работа в Институте нефтехимического синтеза имени А. В. Топчиева РАН (ранее Институт нефти АН СССР), где прошел путь от младшего научного сотрудника до заведующего лабораторией кинетики.
В 1975 году — защита докторской диссертации.
Умер 10 марта 2008 года.

### Научная деятельность
В области химии твердого тела важнейшим результатом исследований явилась разработанная А. Я. Розовским теория кинетики и макрокинетики гетерогенных реакций, в первую очередь реакций с участием твердых веществ(газ-твердое тело, жидкость-твердое тело).
Развиты методы их кинетического анализа, изучен ряд конкретных реакций восстановления оксидов металлов, окисления и др. Результаты обобщены в монография «Кинетика топохимических реакций» (1974), «Гетерогенные химические реакции. Кинетика и макрокинетика» (1980 г.), получивших известность в стране и за рубежом.
На основе исследований кинетики и механизма каталитических реакций А. Я. Розовским выдвинута новая концепция о роли среды в каталитических реакция и открыт эффект саморегулирования в каталитических системах. Проанализированы вытекающие из данной коннцепции закономерности каталитических реакций и разработан соответствующий кинетический аппарат. Теоретические разработки и полученные экспериментальные результаты составили основу монографии «Катализатор и реакционная среда» (1988). А. Я. Розовским и под его руководством проведены систематические исследования в области химии и поверхности твердых тел и химии поверхностных соединений.
Разработаны экспериментальные методы, позволяющие исследовать кинетику превращений поверхности и поверхностных соединений, изучен ряд окислительно-восстановительных и других превращений поверхности и поверхностных соединений на модельных системах и реальных катализаторах.
Сформулирована феноменологическая теория кинетики химических реакций в поверхностных слоя твердого тела и разработаны новые подходы к приготовлению катализаторов. Наиболее интересным и неожиданным результатом исследований превращений поверхностных соединений явилось качественное изменение представлений о возможных путях гетерогенных каталитических реакций. Наиболее детально механизм подобных реакций изучен на примере синтеза метанола(Г. И. Лин и др.).
В лаборатории А. Я. Розовского уже в конце 1970-х гг. в исследования синтеза метанола реакции адсорбционного замещения для различных пар компонентов реакционной смеси были осуществлены в независимом эксперименте и измерены их характерные времена.
Определяющая роль превращений прочно хемосорбированных частиц экспериментально доказана для реакций синтеза и парового риформинга метанола, его дегидратации и дегидрирования дегидрирования углеводородов и их функциональных производных, реакции NO с СО, реакции водяного газа и др. Появление нового типа механизмов реакций потребовало пересмотра кинетического аппарата (в описании появляются дополнительные нелинейности). Этот аппарат был разработан и успешно применен при анализе перечисленных выше реакций.
А. Я. Розовским совместно с Ю. Б. Каганом и М. Г. Слинько был разработан метод исследования кинетики гетерогенных каталитических реакций по критическим условия воспламенения поверхности катализатора. Метод основан на подходе Д. А. Франк-Каменецкого, но в качестве базовой переменной используется не трудноизмеряемая температура поверхности, а температура газа при воспламенении, легко поддающаяся экспериментальному определению. Метод был успешно применен для исследования синтеза Фишера-Тропша и совсем недавно (2003)- для селективного окисления СО.
Наряду с концептуальными разработками, А. Я. Розовским и под его руководством выполнен ряд исследований кинетики и механизма конкретных каталитических реакций, завершающихся новыми техническими решениями. В упоминавшемся уже цикле работ по синтезу метанола открыт принципиально новый макроскопический механизм синтеза(метанол образуется в результате гидрирования СO2, но не СО).
В последующих исследования установлен детальный механизм протекающих реакций и теоретические(базирующиеся на механизме) кинетические модели, разработаны современные физико-химические основы процесса(«Теоретические основы процесса синтеза метанола», 1990 г., в соавторстве с Г. И. Лин). Практически все основные результаты этого цикла выполнены с опережением отечественных и зарубежных исследований и подтверждены впоследствии данными других лабораторий. На основе результатов фундаментальных исследований разработана новая технология производства метанола, позволяющая вдвое увеличить производительность единицы объема катализатора и опережающая зарубежные разработки. Цикл работ по синтезу метанола удостоен премии Совета по катализу и его промышленному использованию в 1995 г. за лучшую работу в области катализа.
Совместно с Институтом катализа СО РАН, Институтом химической физики им. Н. Н. Семенова РАН и химическим факультетом МГУ с участием А. Я. Розовского разрабатывались новые катализаторы и методы обезвреживания промышленных газовых выбросов, в том числе для безаммиачной очистки от оксидов азота, а также катализаторы экологически чистого беспламенного сжигания топлив, которые могут использоваться для обезвреживания токсичных примесей.
В последние годы под руководством А. Я. Розовского выполнены исследования кинетики и механизма реакций дегидрирования метанола в метилформиат, парового риформинга метанола и его разложения на смесь СО+ Н2, синтеза диметилового эфира, селективного окисления СО в присутствии водорода и др. На основе этих исследований разработаны процессы высокоэффективного одностадийного синтеза диметилового эфира из синтез-газа и синтеза метилформиата из метанола, превосходя ие зарубежные аналоги. Особенно важна разработка синтеза диметилового эфира, который является экологически чистым моторным топливом и/или сырьем для получения олефинов, высокооктанового бензина с повышенными экологическими характеристиками. Процесс не только имеет чрезвычайно благоприятные показатели, базируясь на природном газе, но и может быть использован для вовлечения в химическую переработку синтез-газа, обедненного водородом, получаемого при переработке угля растительных остатков и др. Эта разработка отмечена золотой медалью и грантом на Всемирной выставке инноваций и новых технологий (Брюссель, 2001 год).
На основе указанных разработок предложен эффективный путь переработки природного газа в моторные топлива и ценные химические продукты по схеме природный газ → синтез-газ → диметиловый эфир → бензин. С участием А. Я. Розовского этот путь реализован Приморским НТЦ РКК «Энергия» на уровне опытно-промышленной установки. А фундаментальная основа этих разработок, составившая цикл публикаций(«Новые концепции кинетики каталитических реакций и их использование в процессах переработки природного газа в моторные топлива и ценные химические продукты»), отмечена Главной премией МАИК «Наука» за 1999 г.
Профессор А. Я. Розовский является соавтором более 400 публикаций, в том числе 6 монографий, ряда изобретений.
Среди его учеников более 20 докторов и кандидатов наук.

### Общественная деятельность
Организатор ряда Всесоюзных и Международных конференций и симпозиумов, входил в состав научных советов РАН по катализу и по нефтехимии, являлся членом редколлегий журналов «Кинетика и катализ», «Журнал физической химии», «Катализ в промышленности», членом международного редакционного совета журнала «Процессы нефтехимии и нефтепереработки» АН Азербайджана, членом ряда специализированных советов.

## Награды
- Орден Дружбы
- Медаль «За трудовую доблесть»
- Медаль «В память 850-летия Москвы»
- Заслуженный деятель науки Российской Федерации
- Премия имени  А. А. Баландина (2004, совместно с Г. И. Лин) - за цикл работ «Исследование механизма икинетики каталитических превращений одноуглеродных молекул»
- Премия Совета по катализу и его промышленному использованию (1995) — за лучшую работу в области катализа
- Главная премия МАИК «Наука» (1999) - за цикл публикаций «Новые концепции кинетики каталитических реакций и их использование в процессах переработки природного газа в моторные топлива и ценные химические продукты»
- Золотая медаль и грант на Всемирной выставке инноваций и новых технологий (2001) - за разработку синтеза диметилового эфира